# Abscondicola humesi
Abscondicola humesi is een eenoogkreeftjessoort uit de familie van de Cancrincolidae. De wetenschappelijke naam van de soort is voor het eerst geldig gepubliceerd in 1990 door Fiers.